# بییروئبو
بییروئبو (به اسپانیایی: Villoruebo) یک شهرستان در اسپانیا است که در استان بورگس واقع شده‌است.

## خصوصیات
بییروئبو ۲۵ کیلومترمربع مساحت و ۶۴ نفر جمعیت دارد.